# GSC2320-51-1
GSC2320-51-1 — хімічно пекулярна зоря спектрального класу A9, що має видиму зоряну величину в смузі V приблизно 10,2.

## Пекулярний хімічний вміст
Зоряна атмосфера GSC2320-51-1 має підвищений вміст 
Sr
.